# Meridiano 107 W
O meridiano 107 W é um meridiano que, partindo do Polo Norte, atravessa o Oceano Ártico, América do Norte, Oceano Pacífico, Oceano Antártico, Antártida e chega ao Polo Sul. Forma um círculo máximo com o Meridiano 73 E.
Começando no Polo Norte, o meridiano 107º Oeste tem os seguintes cruzamentos:
| País, território ou mar | Notas                                                                       |
| ----------------------- | --------------------------------------------------------------------------- |
| Oceano Ártico           |                                                                             |
| Canal de Byam Martin    |                                                                             |
| Canadá                  | Nunavut - Ilha Melville                                                     |
| Canal de Parry          | Viscount Melville Sound - passa a oeste da ilha Stefansson, Nunavut, Canadá |
| Canadá                  | Nunavut -Ilha Victoria                                                      |
| Estreito de Dease       |                                                                             |
| Canadá                  | Nunavut Territórios do Noroeste Saskatchewan                                |
| Estados Unidos          | Montana Wyoming Colorado Novo México                                        |
| México                  | Chihuahua Durango Sinaloa                                                   |
| Oceano Pacífico         |                                                                             |
| Oceano Antártico        |                                                                             |
| Antártida               | Território não reclamado                                                    |